# Syllable (operációs rendszer)
A Syllable egy szabad forráskóddal rendelkező, hobbi operációs rendszer Intel x86 Pentium-ra és ezzel kompatibilis processzorokra. Céljuk egy egyszerű, könnyen használható, felhasználói desktop és szerver változatban elérhető operációs rendszer létrehozása otthoni és kicsi irodai használatra. A stagnáló AtheOS-ból levált (forked) operációs rendszer 2002 júliusában indult.
Rendelkezik egy natív webböngészővel, melyet ABrowse-nek hívnak.

## Sajátosságok
- Saját, natív 64 bites naplózható Fájlrendszer, az AtheOS File System-e (általában AFS-nek is hívják)
- C++ orientált API
- Legacy-free, objektumorientált grafikus desktop környezet egy natív GUI architektúrán
- Leginkább POSIX kompatibilis
- Preemptív ütemezés többszálúsággal
- Szimmetrikus multiprocessing (több processzor együttműködését támogatja)

A legújabb verzió a 0.6.7

## Külső hivatkozások
- A Syllable OS honlapja
- Az AtheOS honlapja, jelenleg kihalt
- Syllable szoftverek
- Interjú a Syllable-es Kristian Van Der Vliet-tel
- Bevezetés a Syllable sajátosságaiba és a 0.5.3 kiadásba